# Corneliu Coposu
Corneliu Coposu (ur. 20 maja 1914 w Bobocie, zm. 11 listopada 1995 w Bukareszcie) – rumuński polityk, działacz przedwojennej partii chłopskiej, więzień polityczny w okresie dyktatury komunistycznej, po przemianach politycznych przewodniczący Partii Narodowo-Chłopsko-Chrześcijańsko-Demokratycznej (PNȚCD) i senator.

## Życiorys
Urodził się w Siedmiogrodzie w rodzinie greckokatolickiego duchownego. W latach 1930–1934 studiował prawo i ekonomię na Uniwersytecie w Klużu. Zaangażował się w działalność polityczną w ramach Partii Narodowo-Chłopskiej (PNȚ), której jednym z liderów był jego krewny od strony matki Alexandru Vaida-Voievod. Od 1935 do 1937 Corneliu Coposu kierował organizacją młodzieżową tej partii, jednocześnie publikując w gazetach „Romania Noua”, „Mesajul” i „Unirea”. Następnie został osobistym sekretarzem Iuliu Maniu. W 1940 przeniósł się na stałe do Bukaresztu, gdy północny Siedmiogród został anektowany przez Węgry. Pracował w skierowanym do uchodźców z tego regionu czasopiśmie „Ardealul” oraz w innych periodykach. Po drugiej wojnie światowej stanął na czele okręgowych struktur reaktywowanej PNȚ.
Po przejęciu pełni władzy przez komunistów Corneliu Coposu 14 lipca 1947 został aresztowany. Przez kilka lat był więziony bez formalnego wyroku, następnie w 1954 skazano go na karę 8 lat pozbawienia wolności w procesie politycznym. Osadzono go wówczas w celi odosobnienia w Rymniku. W 1962 zakończył odbywanie kary, został jednak objęty aresztem domowym, zwolnienie uzyskał w 1964. Zatrudniony później jako pracownik fizyczny na budowach i w warsztacie stolarskim, w dalszym ciągu poddawany represjom i inwigilacji ze strony policji politycznej Securitate.
W 1989 po rumuńskiej rewolucji współtworzył i następnie stanął na czele Partii Narodowo-Chłopsko-Chrześcijańsko-Demokratycznej. Był jednym z liderów opozycji wobec postkomunistycznego rządzącego Frontu Ocalenia Narodowego Iona Iliescu. W styczniu 1990 stał się jednym z głównych celów ataku pierwszej mineriady – najazdu górników na Bukareszt, którzy oblegli siedzibę jego nowo powstałej partii. Corneliu Coposu opuścił budynek dzięki premierowi Petre Romanowi, który nakazał wysłać pojazd opancerzony w celu jego ewakuacji.
W 1992 został wybrany do Senatu z ramienia centroprawicowej koalicji pod nazwą Rumuńska Konwencja Demokratyczna. Zmarł w trakcie kadencji, do czasu swojej śmierci kierując PNȚCD.
Corneliu Coposu był żonaty z Arlette Marcovici, córką jednego z ministrów w gabinecie Iuliu Maniu. W 1950 jego żonę skazano za rzekome szpiegostwo, zmarła wkrótce po zwolnieniu w 1965.